# The Voice of Scott McKenzie
Albums de Scott McKenzie
Stained Glass Morning
(1970)
Singles
1. San Francisco (Be Sure to Wear Flowers in Your Hair)
Sortie : 13 mai 1967
2. Like an Old Time Movie
Sortie : 1967

The Voice of Scott McKenzie est le premier album de Scott McKenzie, sorti en 1967 après son single San Francisco (Be Sure to Wear Flowers in Your Hair) qui a eu un succès international, également présent sur l'album par la suite. Celui-ci étant sorti avant la sortie de The Voice of Scott McKenzie, un autre single a été extrait de l'album : Like an Old Time Movie, mais celui-ci a par contre eu un succès plutôt relatif.
No, No, No, No, No est une reprise avec des paroles anglaises de La Poupée qui fait non de Michel Polnareff

## Titres
| No  | Titre                                                | Auteur                           | Durée |
| --- | ---------------------------------------------------- | -------------------------------- | ----- |
| 1.  | San Francisco (Be Sure to Wear Flowers in Your Hair) | John Phillips                    | 3:01  |
| 2.  | Like an Old Time Movie                               | John Phillips                    | 3:17  |
| 3.  | Twelve Thirty (Young Girls Are Coming to the Canyon) | John Phillips                    | 3:19  |
| 4.  | No, No, No, No, No                                   | Michel Polnareff, Geoff Stephens | 2:52  |
| 5.  | Celeste                                              | Donovan                          | 3:31  |
| 6.  | Rooms                                                | John Phillips                    | 3:29  |
| 7.  | Don't Make Promises                                  | Tim Hardin                       | 3:56  |
| 8.  | Reasons to Believe                                   | Tim Hardin                       | 2:24  |
| 9.  | It's Not Time Now                                    | John Sebastian, Zal Yanovsky     | 2:48  |
| 10. | What's the Difference, Chapter 1                     | Scott McKenzie                   | 2:20  |
| 11. | What's the Difference, Chapter 2                     | Scott McKenzie                   | 2:42  |